# Георги Наджаков
Георги Стефанов Наджаков (роден 26 декември 1896 в Дупница, починал 24 февруари 1981 в София) е изтъкнат български физик, талантлив преподавател, ректор на Софийския университет (1947 – 1951), активен обществен деец, автор на първото българско откритие – фотоелектретното състояние на веществото. Създател е на Физическия институт при Българската академия на науките и дългогодишен негов директор. Днес Институтът по физика на твърдото тяло към БАН носи неговото име.

## Биография
Георги Наджаков е роден в град Дупница
. На кръщелното му свидетелство е записана датата 26 декември 1896 година по стар стил (новият стил е въведен в България през 1916 година). В Европа по това време датата е била 7 януари 1897 година.
На 16 години остава сирак и поема издръжката на семейство. През 1915 г. завършва с пълно отличие Трета софийска мъжка гимназия и постъпва във Физико-математическия факултет на Софийския университет „Свети Климент Охридски“. През октомври 1915 г. България влиза в Първата световна война. В края на първия семестър Георги Наджаков е мобилизиран и изпратен в Школата за запасни офицери в Княжево. Завършва като отличник на випуска, но категорично отказва кариерата на кадрови офицер. През следващите три години е бил на добруджанския и на югозападния фронт. След края на войната (1918) се връща в университета и тъй като на студентите се признават по един семестър за всяка година на фронта, Георги Наджаков завършва след двугодишно обучение, готвейки се по записките на свои колежки.
През 1920 г. завършва физика и математика. През следващата година работи като стажант-учител, явява се на държавен изпит по математика и получава диплома за учител по математика. Избран е за асистент по физика през 1921 година и така започва научната си кариера. През 1925 година заминава на едногодишна специализация в лабораторията на Пол Ланжвен и в Института „Радиум“ на Мария Кюри. През 1937 година оглавява катедрата по опитна физика в същия факултет.
Георги Наджаков е бил ректор на Софийския университет (1947 – 1951) и депутат в първото народно събрание 1949 – 1953 Член на Българска комунистическа партия (БКП) (1951).
Той е един от основателите и член на Пъгуошкото движение на учените (1958) и на Световното движение за защита на мира, член и почетен председател на Световния съвет на мира (1970 – 1980).
Народен представител в І НС, ІІ НС,ІІІ НС,ІV НС.

## Научна кариера
От 1925 до 1926 е на специализация във Франция, където работи с Пол Ланжвен и Мария Склодовска-Кюри. В лабораторията на Пол Ланжвен Г. Наджаков провежда първото си научно изследване, посветено на явлението фотопроводимост в твърди диелектрици. Поставя си задачата да изследва фотоелектричните свойства на някои от тях – сяра, шеллак, парафин. Резултатите от тези свои изследвания Г. Наджаков включва в първата си обширна научна статия, публикувана в две части в Годишниците на Софийския университет за 1925 – 1926 и 1926 – 1927 г. Въз основа на тях той е избран за доцент при Катедрата по експериментална физика.
Десет години след завръщането си от Франция, в трудни, както сам ги нарича, „фарадеевски условия“ Г. Наджаков продължава своите изследвания на фотоелектричните процеси, започнати при Пол Ланжвен. Подробните изследвания на фотопроводимостта на сярата са в основата не само на откриването на фотоелектретното състояние, но и на установяването на контактно потенциалния фотоволтаичен ефект, наречен по-късно ефект на Наджаков-Андрейчин (в. Разум Андрейчин).
През 1937 г. Наджаков прави първото си голямо откритие – открива ново стабилно състояние при едновременно действие на електрично поле и светлина върху диелектрици и полупроводници, при което в образеца възниква постоянна поляризация, която на тъмно се запазва, а при осветяване се разрушава с протичането на деполяризационен ток. Веществата, при които това явление се наблюдава, Наджаков нарича фотоелектрети.
Втората световна война и голямата обществена и организационна ангажираност на Георги Наджаков му попречват да продължи изследванията си върху фотоелектретното състояние. Той отново се връща към тях в края на 40-те години. В средата на 50-те години интересът към откритието в света рязко нараства. През 1955 г. в САЩ са публикувани две независими статии, третиращи въпроси за фотоелектретното състояние, като и в двете се признава приоритетът на Георги Наджаков.
Признато му е откритието на фотоелектретите, което представлява откритие № 1 на български учен. То е патентовано в Института за изобретения и рационализации (ИНРА), тогавашното българско патентно ведомство. През 1957 г. ИНРА продава патента на Британското кралско патентно дружество за 10 000 паунда. Има приноси към развитието на лазерните технологии, както и на технологията за производство на чисти силициеви кристали.
Публикувал е повече от 60 научни труда, посветени на проблемите на физиката на твърдото тяло: фотоелектрична проводимост, външен фотоелектричен ефект при диелектрици и полупроводници, контактно-потенциалния фотоволтаичен ефект, известен като ефект на Наджаков – Андрейчин, перманентна фотоелектрична поляризация – фотоелектрети, електростатични и електрометрични измервания, фотоволтаични ефекти при диелектрици и полупроводници, Ланжвенови йони, латентен фотографски образ и др.
Хронология на научните му звания и постове:
- Доцент (1927)
- Извънреден професор по физика (1932)
- Ръководител на катедра „Опитна физика“ (1937 – 1962) (бившата Експериментална физика)
- Декан на Физико-математическия факултет на СУ (1939 – 1940, 1944 – 1947)
- Член-кореспондент на Гьотингенската академия на науките (1940)
- Академик (1945)
- Основател, директор, завеждащ секция за научна апаратура и специални проблеми на Физически институт при БАН (1946 – 1971)
- Ректор на Софийския университет (1947 – 1951)
- Подпредседател на БАН (1947 – 1959)
- Член на Международната комисия за физически и химически константи (1947)
- Председател на Физико-математическото дружество в България
- Заместник-председател на Комитета за мирно използване на атомната енергия при Министерския съвет (1956)
- Член на научния съвет и постоянен пълномощен представител на НРБ в Обединения институт за ядрени изследвания в Дубна, СССР (1956 – 1971)
- Чуждестранен член на Академията на науките на СССР (1958)
- Председател на ІV генерална конференция на Международната агенция за атомна енергия във Виена (1960)
- Член на Американската Асоциация за напредък на науката (1965)
- Завеждащ персонална лаборатория към Институтът по физика на твърдото тяло на БАН (1973 – 1981)

Работният кабинет на Георги Наджаков е обявен за исторически обект на Европейското физическо дружество на 23 май 2014 година. Намира се в сградата ИФФТ-2 на Института по физика на твърдото тяло към Българска академия на науките, който носи неговото име.

## Памет
На Георги Наджаков е наречена улица в квартал „Манастирски ливади“ в София (Карта).

## Отличия
- 1950 г. – Димитровска награда
- 1957 г. – Орден „Народна република България“ – І степен;
- 1959 г. – Орден „Народна република България“ – І степен;
- 1963 г. – Народен деятел на науката;
- 1967 г. – Орден „Георги Димитров“;
- 1967 г. – Златен медал на мира Фредерик Жолио-Кюри;
- 1967 г. – Герой на социалистическия труд;
- 1972 г. – Орден „Георги Димитров“;
- 1977 г. – Орден „Георги Димитров“
- 1977 г. – Орден „Георги Димитров“ „по случай 80-годишнината от рождението му и за неговата научна и обществена дейност“.[10]

## За него
1. С. Иванов, П. Лазарова, Очерк за Георги Наджаков, София, Унив. изд (1989)
2. П. Лазарова, Академик Георги Наджаков – патриарх на българската физика, сп. Наука (2006) кн. 6
3. А. Ваврек, Сто години от рождението на академик Георги Наджаков, Списание на БАН (1996) кн. 6, с. 58 – 62
4. М. Борисов, Българската физическа класика 100 години от рождението на акад. Г. Наджаков Светът на физиката (1997) кн. 1, с. 40 – 47
5. И. Азманов, Един ден с професор Наджаков, Разпространение и развитие на физико-математическите знания в България, София, ИФТТ (2007) с. 135 – 138
6. Н. Балабанов, Ролята на академик Георги Наджаков в създаването на пловдивската университетска физика, Разпространение и развитие на физико-математическите знания в България, София, ИФТТ (2007) с. 121 – 124
7. С. Балабанов, Електрометрични методи, развивани от акад. Г. Наджаков и сътрудници за изследване на физиката на повърхността на метали, полупроводници и диелектрици, Разпространение и развитие на физико-математическите знания в България, София, ИФТТ (2007) с. 125 – 129
8. Г. Камишева, Извори за Георги Наджаков в Музея по история на физическите науки в България, Разпространение и развитие на физико-математическите знания в България, София, ИФТТ (2007) с. 139 – 143
9. В. Фридкин, Първият ксерокс, Светът на физиката (2003) кн. 1, с. 43 – 50, превод Е. Наджакова (Наука и жизнь, 2002, кн. 10, с. 111 – 115)
10. К. Коленцов, Професор Георги Стефанов Наджаков – бележит учен и откривател, Интелектуална собственост (2002) кн. 9, с. 28 – 29
11. Н. Балабанов, 100 години от рождението на българския физик Георги Стефанов Наджаков (26.12.1896 – 24.02.1981), Светът на физиката (1995) кн. 4, с. 44